# Seznam zápasů slovenské a švédské hokejové reprezentace
Toto je seznam zápasů slovenské a švédské hokejové reprezentace na MS a Zimních olympijských hrách.

## Mistrovství světa v ledním hokeji
| Datum     | Číslo | Slovensko | Výsledek | Zápas         | MS   | Místo    | Branky Slovenska                                                           |
| --------- | ----- | --------- | -------- | ------------- | ---- | -------- | -------------------------------------------------------------------------- |
| 5.5.1999  | 1     | Slovensko | 1:2      | čtvrtfinále B | 1999 | Oslo     | Zdeno Cíger                                                                |
| 5.5.2001  | 2     | Slovensko | 1:3      | osmifinále    | 2001 | Kolín    | Richard Zedník                                                             |
| 2.5.2002  | 3     | Slovensko | 2:1      | osmifinále    | 2002 | Göteborg | Miroslav Šatan • Dušan Milo                                                |
| 9.5.2002  | 4     | Slovensko | 3:2 SN   | semifinále    | 2002 | Göteborg | Vladimír Országh • Miroslav Šatan • Richard Lintner (rozhodující nájezd)   |
| 9.5.2003  | 5     | Slovensko | 1:4      | semifinále    | 2003 | Helsinky | Peter Bondra                                                               |
| 3.5.2004  | 6     | Slovensko | 0:0      | osmifinále    | 2004 | Ostrava  | nikdo                                                                      |
| 14.5.2006 | 7     | Slovensko | 5:2      | osmifinále    | 2006 | Riga     | Marián Hossa • Martin Cibák • René Vydarený • Marcel Hossa • Andrej Kollár |
| 9.5.2007  | 8     | Slovensko | 4:7      | čtvrtfinále   | 2007 | Moskva   | Marián Hossa • Richard Kapuš • Branko Radivojevič • Roman Kukumberg        |
| 16.5.2014 | 9     | Slovensko | 1:3      | ZS            | 2014 | Minsk    | Martin Marinčin                                                            |
| 16.5.2017 | 10    | Slovensko | 2:4      | ZS            | 2017 | Kolín    | Tomáš Matoušek • Andrej Kudrna                                             |
| 12.5.2018 | 11    | Slovensko | 3:4 PP   | ZS            | 2018 | Kodaň    | Tomáš Jurčo • Marek Ďaloga • Ladislav Nagy                                 |
| 30.5.2021 | 12    | Slovensko | 1:3      | ZS            | 2021 | Riga     | Peter Cehlárik                                                             |

## Zimní olympijské hry
| Datum     | Číslo | Slovensko | Výsledek | Zápas       | ZOH  | Místo       | Branky Slovenska                                                 |
| --------- | ----- | --------- | -------- | ----------- | ---- | ----------- | ---------------------------------------------------------------- |
| 13.2.1994 | 1     | Slovensko | 4:4      | ZS          | 1994 | Lillehammer | Branislav Jánoš • Miroslav Šatan • Peter Šťastný • Roman Kontšek |
| 21.2.2006 | 2     | Slovensko | 3:0      | ZS          | 2006 | Turín       | Peter Bondra • Marián Hossa • Radoslav Suchý                     |
| 25.2.2010 | 3     | Slovensko | 4:3      | čtvrtfinále | 2010 | Vancouver   | Marián Gáborík • Andrej Sekera • Pavol Demitra • Tomáš Kopecký   |
| 11.2.2022 | 4     | Slovensko | 1:4      | ZS          | 2022 | Peking      | Juraj Slafkovský                                                 |
| 19.2.2022 | 5     | Slovensko | 4:0      | o 3. místo  | 2022 | Peking      | 2x Juraj Slafkovský • Samuel Takáč • Pavol Regenda               |